# Тявгельдино
Тявге́льдино (тат. Тәүгелде) — село в Апастовском районе Республики Татарстан, в составе Бакрчинского сельского поселения.

## География
Село находится на реке Черемшан, в 28 км к западу от районного центра, посёлка городского типа Апастово.

## История
Село основано во второй половине XVII века.
В XVIII – первой половине XIX веков жители относились к категории государственных крестьян. Основные занятия жителей в этот период – земледелие и скотоводство, был распространен портняжно-шапочный промысел.
В «Списке населенных мест по сведениям 1859 года», изданном в 1866 году, населённый пункт упомянут как казённая деревня Тявгильдина 2-го стана Тетюшского уезда Казанской губернии. Располагалась при безымянной речке, по правую сторону почтового тракта из Казани в Симбирск, в 53 верстах от уездного города Тетюши и в 11 верстах от становой квартиры во владельческом селе Знаменское (Чипчаги). В деревне в 77 дворах жили 503 человека (262 мужчины и 241 женщина). Была мечеть.
В начале XX века в селе функционировали мечеть, медресе, водяная мельница. В этот период земельный надел сельской общины составлял 804 десятины.
До 1920 года село входило в Средне-Балтаевскую волость Тетюшского уезда Казанской губернии. С 1920 года в составе Тетюшского, с 1927 года – Буинского кантонов ТАССР. С 10 августа 1930 года в Апастовском, с 25 января 1935 года в Кайбицком, с 19 февраля 1944 года в Подберезинском, с 17 мая 1956 года в Кайбицком, с 1 февраля 1963 года в Буинском, с 4 марта 1964 года в Апастовском районах.
С 1930 года село входило в колхоз имени Камиля Якуба.

## Население
| 1782 | 1859 | 1897 | 1908 | 1920 | 1926 | 1938 | 1949 | 1958 | 1970 | 1979 | 1989 | 2002 | 2010 | 2015 |
| ---- | ---- | ---- | ---- | ---- | ---- | ---- | ---- | ---- | ---- | ---- | ---- | ---- | ---- | ---- |
| 80   | 503  | 808  | 928  | 887  | 617  | 703  | 546  | 447  | 334  | 283  | 334  | 285  | 229  | 219  |

Национальный состав села: татары.

## Экономика
Жители работают преимущественно в сельскохозяйственном предприятии «Свияга», занимаются полеводством, овцеводством.

## Объекты культуры и медицины
В селе действуют детский сад, фельдшерско-акушерский пункт, сельский клуб.

## Религиозные объекты
Мечеть (1991 год).